# هيلينا كازاس
هيلينا كازاس (بالإسبانية: Helena Casas)‏ هي دراجة إسبانية، ولدت في 24 يوليو 1988 في فيلا سيكا في إسبانيا.

## وصلات خارجية
- هيلينا كازاس على موقع الاتحاد الدولي للدراجات (الإنجليزية)
- هيلينا كازاس على موقع أرشيف الدراجات (الإنجليزية)
- هيلينا كازاس على موقع CycleBase (الإنجليزية)
- هيلينا كازاس على موقع اللجنة الأولمبية الدولية (الإنجليزية)
- هيلينا كازاس على موقع أوليمبيديا (الإنجليزية)